# Colpotrochia catania
Colpotrochia catania är en stekelart som beskrevs av Ian D. Gauld och Sithole 2002. Colpotrochia catania ingår i släktet Colpotrochia och familjen brokparasitsteklar. Inga underarter finns listade i Catalogue of Life.